# シンデレラデート
『シンデレラデート』（Cinderella Date）は、東海テレビ制作・フジテレビ系列の昼の帯ドラマ（月曜 - 金曜13:30 - 14:00）で2014年11月3日から12月26日まで放送されていた日本のテレビドラマ。主演は星野真里。

## あらすじ
日本とインドネシアを舞台に描かれる脱愛憎系のラブストーリー。
西村真琴は、設計事務所で働く健吾とすでに結婚しているが、ある日、インドネシア・ジャカルタに旅行に出かけた時、新聞記者の結城涼太とぶつかり、口論となってしまう。しかし、しばらくして、真琴と涼太は再び偶然にも出会うことになり、真琴は人妻でありながら涼太に心を惹かれてしまう。
不倫がテーマであるが、東海テレビプロデューサー・後藤勝利は「ドロドロや愛憎劇は弊社（東海テレビ）のお家芸と思っていたが、もはや街中にあふれており、むしろ現実のほうがドラマを凌駕しているとさえ思った」と考え、「現実にドロドロがあふれているのであれば、その真逆として、キラキラとした大人の切ない恋愛モノにしようと考えた」と、あえて愛憎劇にせず、純愛路線にシフトしたことを強調している

## キャスト
- 西村 真琴：星野真里
- 結城 涼太：眞島秀和
- 中田 エリカ：黒川智花
- 山本 幸三：井上順
- 坂本 ひとみ：雛形あきこ
- 西村 健吾：陣内智則
- 山本 しのぶ：岡江久美子
- 石橋 美千代：阿南敦子
- 橋本 拓也：敦士
- 佐久間 昭一：飯田基祐
- 吉岡 邦夫：山中聡
- 黒瀬 剛：諸星翔希
- 根岸 翔：平岡拓真
- 島田 早紀：菅野莉央
- 木島 綾：工藤綾乃

## スタッフ
- 脚本：伴一彦
- 音楽：末廣健一郎、得田真裕、眞鍋昭大
- 主題歌：CREAM「The Rose」（rhythm zone）
- エンディングテーマ：Sharo「光〜Hikari〜」 （Contezza）
- プロデュース：後藤勝利（東海テレビ）、渋谷未来（テレパック）
- アソシエイトプロデュース：沼田通嗣（テレパック）
- 演出：村上牧人（テレパック）、河原瑶（テレパック）
- 制作：東海テレビ放送・テレパック